# جون غوغ
جون غوغ (بالإنجليزية: John Gough)‏ هو ملحن أسترالي، ولد في 23 يونيو 1903 في لاونسستون في أستراليا، وتوفي في 7 نوفمبر 1951.